# Ледибранд
Ледибранд (африк. Ladybrand) — город в центральной части ЮАР, в провинции Фри-Стейт. Расположен на границе с государством Лесото, в 138 км к востоку от города Блумфонтейн и в 18 км к западу от Масеру, на высоте 1577 м над уровнем моря.
Население по данным переписи 2011 года составляет 25 816 человек. Расовый состав населения: чёрные — 88,4 %; белые — 6,8 %; цветные — 3,1 %; азиаты — 0,9 % и другие — 0,7 %. 81,2 % населения назвали родным языком сесото; 8,5 % — африкаанс; 5,9 % — английский и оставшиеся 4,4 % — другие языки.

## Известные уроженцы
- Николаас Йоханнес Дидерихс — президент ЮАР (1975—1978 гг.)